# Andrzej Wirth
Andrzej Tadeusz Wirth (* 10. April 1927 in Włodawa; † 10. März 2019 in Berlin) war ein polnisch-amerikanischer Theaterwissenschaftler, Theaterkritiker und Hochschullehrer. Er gründete 1982 in Gießen das Institut für Angewandte Theaterwissenschaft, das erstmals in der Ausbildung theoretisches, geisteswissenschaftliches Reflektieren und gestalterisches, praktisches Tun miteinander verknüpft hat. Absolventen dieses Studiengangs haben maßgeblich die Strömung des postdramatischen Theaters geprägt.

## Leben
Andrzej Wirth wurde 1927 in Włodawa, an der Grenze des heutigen Weißrusslands zu Polen geboren. Seine Eltern besaßen dort einen Gutshof. Der Großvater von Wirth war Bahnbeamter der k.u.k.-Monarchie in Galizien. Die Mutter von Wirth ist als Tochter verbannter polnischer Adeliger in Russland geboren worden. Sein Vater diente ab 1939 als Stabsoffizier der polnischen Exilregierung, kämpfte in Italien gegen die deutsche Wehrmacht und ließ sich nach dem Krieg in Großbritannien nieder.
Während des Zweiten Weltkriegs verhinderten Bedienstete des Gutshofs die Deportation der Familie ins KZ.

## Intellektuelle Biographie
Wirth erhielt während des Krieges heimlich Gymnasialunterricht in Warschau und studierte später Philosophie in Łódź und Warschau. Er übersetzte Horaz und Lukrez aus dem Lateinischen und Johannes R. Becher sowie Brechts Drama Schweyk im Zweiten Weltkrieg aus dem Deutschen. Mit seiner Promotion über Brecht wurde er auch deutschen Fachkreisen bekannt, was ihm eine universitäre Karriere außerhalb Polens ermöglichte. Von 1956 bis 1958 lebte er auf Einladung des Berliner Ensembles in Berlin, wo er mit deutschen Akademikerinnen und Literaten in Kontakt kam.
Im sozialistischen Polen übersetzte Andrzej Wirth zusammen mit seinem Freund Marcel Reich-Ranicki Romane von Franz Kafka und Friedrich Dürrenmatt ins Polnische. Mitte der fünfziger Jahre war Wirth als Literaturredakteur der Wochenzeitung „Polityka“ tätig, wo er zwei Kapitel aus Günter Grass’ „Die Blechtrommel“ vorab abdruckte. Wirth gründete die avantgardistische Zeitschrift Nowa Kultura, die 1963 vom Chef der kommunistischen Partei Polens Władysław Gomułka verboten wurde.
In den 60er Jahren reiste Wirth in die USA aus. Seit 1966 lehrte er an der Stanford University, Harvard University, Yale University, University of Oxford und in London, an der City University of New York und der Freien Universität Berlin. Wirth betätigte sich als Theater- und Literaturwissenschaftler sowie als Kritiker, Übersetzer und Herausgeber. Er trat auch als Herausgeber von Bruno Schulz und Tadeusz Borowski hervor und wurde Mitglied der Gruppe 47.
1966 verfasste Wirth eine Anthologie des polnischen modernen Dramas. Neben Jan Kott gilt er als einer der bedeutendsten polnischen Theaterkritiker. Im Jahr 1982 gründete Wirth das Institut für Angewandte Theaterwissenschaft an der Justus-Liebig-Universität Gießen und leitete es bis zu seiner Emeritierung 1992. Zusammen mit seinem Mitarbeiter Hans-Thies Lehmann prägte er den Begriff des Postdramatischen Theaters, der auf die Werke fast aller seiner Studenten zutrifft.
Andrzej Wirth ist außerdem Verfasser zweier Vorworte (1960 und 1976) zum Stroop-Bericht, dem Bericht des Anführers des Massenmordes im Warschauer Ghetto Jürgen Stroop (1895–1952).

## Studenten
Zu den Studenten und ihren Theatergruppen von Wirth zählen:
- Gob Squad
- André Hübner-Ochodlo
- Hans-Werner Kroesinger
- Mieke Matzke
- Monster Truck
- Till Müller-Klug
- René Pollesch
- Helgard Haug und Daniel Wetzel von Rimini Protokoll
- Moritz Rinke
- Susanne Schulz
- She She Pop
- Showcase Beat Le Mot
- Veit Sprenger
- Tim Staffel

## Auszeichnungen
- 2008: ITI-Theaterpreis

## Werke
Wirth publizierte auf Polnisch, Deutsch und Englisch zur polnischen und internationalen Theater- und Literaturgeschichte, sowie über die Teit des Nationalsozialismus und die Judenverfolgung in Polen.
- Andrzej Wirth (Hrsg.): Modernes polnisches Theater. Neuwied u. a. 1967.
- Vorworte zum Stroop-Bericht (1960 und 1976): "Es gibt keinen jüdischen Wohnbezirk in Warschau mehr" : Stroop-Bericht / [Jürgen Stroop]. Mit Vorw. aus den Jahren 1960 u. 1976 von Andrzej Wirth. Darmstadt : Luchterhand, 1976 (Sammlung Luchterhand; 171) zuerst Neuwied [u. a.] : Luchterhand, 1960
- The Stroop Report. The Jewish Quarter of Warsaw is no more! Translated from the German and Annotated by Sybil Milton. Introduction by Andrzej Wirth. New York 1979.
- Andrzej Wirth/Sławomir Mroźek, Zabawa (Hrsg.): Satire in lustloser Zeit. Frankfurt/Main 1992.
- Andrzej Wirth/Stanisław Witkiewicz (Hrsg.): Verrückte Lokomotive. Ein Lesebuch. Frankfurt/Main 1994.
- Gerhard Fischer (Hrsg.): Debating Enzensberger. Great Migration an Civil War. Tübingen 1996.
- Lob der dritten Sache. In: Spiegel der Forschung 20 (2003) Nr. 1/2.2003
- Grenzgänge zwischen Literatur und Medien. Baden-Baden 2013
- Kurztexte. Herausgegeben von Thomas Irmer. Verlag Theater der Zeit, Berlin 2016